# Brenda E. Ryman
Brenda Edith Ryman, Mrs Barkley (ur. 6 grudnia 1922 w Bristolu, zm. 20 listopada 1983) – brytyjska biochemiczka, kierownik katedry biochemii w Charing Cross Hospital Medical School, badaczka m.in. terapeutycznych zastosowań liposomów, w latach 1976–1983 – Mistress Girton College, Cambridge, która doprowadziła do przekształcenia żeńskiego kolegium w Girton w uczelnię koedukacyjną.

## Życiorys
Brenda Edith Ryman, urodzona w roku 1922 w Bristolu, uczyła się w Colston Girls' School w dzielnicy Ashley. Studia przyrodnicze na poziomie licencjackim kończyła w Girton College, Cambridge (1941–1943) w czasie II wojny światowej. Po ukończeniu tych studiów w roku 1943 została zatrudniona jako chemik – pracownik badawczy – w Glaxo Laboratories, w którym opracowywano metody syntezy nowych aminokwasów i aminosteroli oraz techniki wyodrębniania, oczyszczania i syntezy penicyliny. W tym laboratorium pracowała przez dwa lata. Stopień MA otrzymała w Cantab w roku 1946, a następnie podjęła pracę doktorską na temat metabolizmu prostych kwasów karboksylowych i amidów na wydziale biochemii University of Birmingham. Po uzyskaniu stopnia PhD (rok 1949) przeniosła się do Royal Free Hospital School of Medicine (UCL Medical School); pracowała na wydziale biochemii do roku 1972 (z wyłączeniem rocznych badań w Imperial College). Do roku 1968 zajmowała stanowisko senior lecturer (odpowiednik w Polsce – starszy wykładowca), a później Reader in Biochemistry i profesor biochemii (od roku 1972 do roku 1983).
W ramach pracy naukowej zajmowała się m.in. oddziaływaniem inhibitującym kokainy w procesach fermentacji oraz – przede wszystkim – metabolizmem glikogenu i liposomami. Była jedną z pierwszych biochemików, którzy sugerowali stosowanie liposomów jako „koni trojańskich” w terapii. Została członkiem RSC i RCPath.
W roku 1976 została wybrana na Mistresses Girton College, Cambridge; kierowała tym kolegium przez siedem lat, nie przerywając pracy w UCL Medical School. W do roku 1983 odeszła na emeryturę w Medical School i przeniosła się do Girton. Zamierzała poświęcić się wyłącznie sprawom Girton College, jednak ciężka choroba, która doprowadziła do śmierci w tym samym roku, uniemożliwiła zrealizowanie tych planów.

## Publikacje
W katalogu WorldCat wymieniono następujące pozycje naukowego dorobku Brendy E. Ryman (autorstwo i współautorstwo):

- 1946 – 103. Aminosteroids. Part I. α- and β-Forms of 7-aminocholesterol,
- 1946 – 104. Aminosteroids. Part II. Preparation of 3 : 7-diketocholestene,
- 1946 – 105. Aminosteroids. Part III. Some mono- and di-aminosteroids,
- 1947 – The fate of certain organic acids and amides in the rabbit: 2. p-Hydroxybenzoic acid and its amide,
- 1948 – 281. The synthesis of some α-amino-acids,
- 1948 – Metabolism of Aminohydroxybenzoic Acids,
- 1948 – The fate of certain organic acids and amides in the rabbit: 3. Hydrolysis of amides by enzymes in vitro,
- 1948 – The fate of certain organic acids and amides in the rabbit. 5. o- and m-hydroxybenzoic acids and amides,
- 1949 – The fate of certain organic acids and amides in the rabbit. 7. An amidase of rabbit liver,
- 1951 – Reversion of the Effect of Vitamin B1 on Yeast Fermentation as a Result of Growth in the Presence of Cocaine,
- 1952 – Some effects of cocaine on the metabolism of Saccharomyces cerevisiae,
- 1953 – Inhibitory Action of Cocaine,
- 1954 – Site of inhibitory action of cocaine on cellular respiration,
- 1955 – Local Anæsthetics As Inhibitors Of Citrate Synthesis,
- 1966 – Some effects of local anaesthetics on cell metabolism,
- 1968 – The action pattern of amylomaltase,
- 1971 – Dual function and common identity of proteins in glycogen metabolism: A hypothesis,
- 1971 – Enzyme entrapment in liposomes,
- 1971 – High liver glycogen in hereditary fructose intolerance,
- 1971 – New Aspects of Glycogen Metabolism,
- 1971 – The regulatory role of amylo-1,6-glucosidase/oligo-1,4→1,4-glucantransferase in liver glycogen metabolism,
- 1972 – Fate of protein-containing liposomes injected into rats : an approach to the treatment of storage diseases,
- 1972 – Lysosomal localization of β-fructofuranosidase-containing liposomes injected into rats. Some implications in the treatment of genetic disorders,
- 1972 – Studies on oral glucose intolerance in fish,
- 1973 – Tritiation of glycoproteins,
- 1974 – A model for a lysosomal storage disease and a posible method of therapy,
- 1974 – The glycogen storage diseases,
- 1976 – New aspects of liposomes,
- 1976 – Oral administration of insulin by encapsulation within liposomes,
- 1976 – The Action Pattern of Amylomaltase from Escherichia coli,
- 1976 – The liposome: from membrane model to therapeutic agent,
- 1976 – The use of a liposomally entrapped enzyme in the treatment of an artificial storage condition,
- 1976 – Uptake by rat liver of circulating amyloglucosidase in vivo and in perfusion,
- 1976 – Use Of Liposomes In Treating Type II Glycogenosis,
- 1977 – Liposome toxicity in the mouse central nervous system,
- 1977 – The effect of serum protein fractions on liposome-cell interactions in cultured cells and the perfused rat liver,
- 1978 – Potential Applications Of Liposomes To Therapy,
- 1978 – Studies On A Patient With In Vivo Evidence Of Type I Glycogenosis And Normal Enzyme Activities In Vitro,
- 1979 – Radionuclide-labelled liposomes—A new lymph node imaging agent,
- 1980 – Redistribution and Altered Excretion of Digoxin in Rats Receiving Digoxin Antibodies Incorporated in Liposomes,
- 1981 – The effect of liposome (phospholipid vesicle) entrapment of actinomycin D and methotrexate on the in vivo treatment of sensitive and resistant solid murine tumours,
- 1981 – The effect of reticuloendothelial blockade on the blood clearance and tissue distribution of liposomes,
- 1982 – Use of liposomes to aid intestinal absorption of entrapped insulin in normal and diabetic dogs,
- 1983 – Improved radioimmunodetection of tumours using liposome-entrapped antibody,
- 1983 – Inhibitory effect of cholesterol on the uptake of liposomes by liver and spleen,
- 1983 – The preoperative detection of axillary lymph node metastases in breast cancer by isotope imaging.

## Uhonorowanie i upamiętnienie
22 września 1983 odbyło się w Charing Cross Hospital Medical School A symposium in honour of Brenda E. Ryman : Use of liposomes in medicine. Na cześć Brendy E. Ryman jest przyznawany tytuł Brenda Ryman Visiting Fellow, który otrzymują uczeni z różnych krajów świata, m.in. Mary Helen Goldsmith, Tony Hulbert, Atsumu Ohamura. Jej biogramy są zamieszczane w Directory of British Scientists, Who's who of British Scientists, Cambridge University Handbook i innych podobnych wydawnictwach.

## Życie osobiste
W roku 1948 Brenda Ryman wyszła za mąż za dr. Harry’ego Barkleya, który wspierał ją w jej pracy. Mieli córkę i syna (oboje zostali lekarzami). Harry Barkley zmarł w roku 1978.